# Vino de Alemania

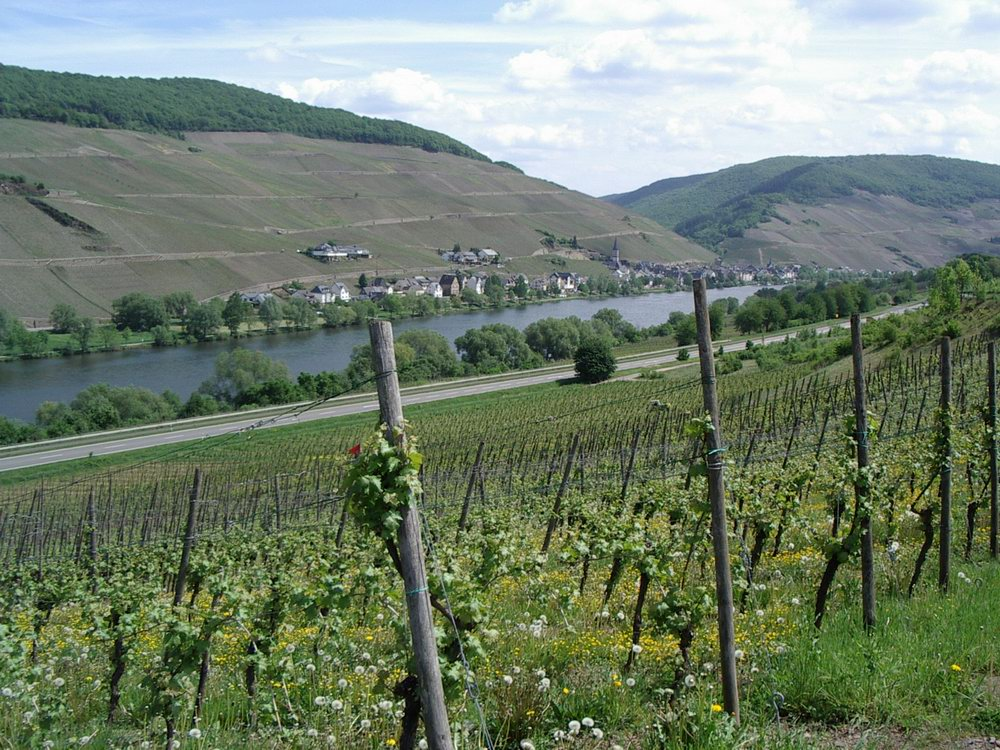
Producción vinícola en el valle del Mosela (Moseltal) en Zell.

La producción de vino de Alemania se encuentra entre las más afamadas comarcas del norte de Europa, existen trece zonas vinícolas reconocidas con denominación de origen, y aunque sea eclipsada por la producción de cerveza existe en el suroeste de Alemania (zona fronteriza con Francia) una amplia cultura asociada al cultivo de la vid y degustación del vino. El vino alemán se encuentra ampliamente regulado por las leyes alemanas del vino (Weingesetz) que amparan y regulan todos los aspectos acerca de la denominación, composición, elaboración y embotellado del vino. Alemania según datos del 2000 ocupa la posición decimoquinta (15) en el ranking de superficie dedicada a cultivo de la vid.

## Historia
Es muy posible que los Romanos fueran los primeros en hacer probar a los lugareños el delicioso néctar del vino, las primeras plantaciones es muy posiblemente que fueran en las cuencas del Rin y del Mosela por los romanos, que dejaron además una rica herencia de hermosos monumentos que recuerdan al cultivo del vino. Los romanos sabían que el clima frío del centro de Europa y la menor insolación que pueda existir durante los días de otoño hace difícil la maduración de la uva; pero compensaron este defecto aprovechando los mejores emplazamientos.
Hoy en día casi no se recuerda que el Riesling de la región Rheingau fue una vez en el siglo XIX uno de los vinos más caros del mundo.

### Decadencia de la posguerra
Existió una lenta y dulce (debido a la excesiva dulzura de algunos de ellos) decadencia de los vinos alemanes tras la Segunda Guerra Mundial debido a una producción masiva de vinos de baja calidad y con muy poco renombre tales como el "Liebfrauenmilch" o el "Kröver Nacktarsch" que tenían una mezcla excesivamente dulce de la variedad Riesling, que durante los 50 supuso casi a mitad de las exportaciones alemanas. Hoy en día este vino ya casi no se produce. Esta decadencia supuso muchas leyendas negras acerca de la excesiva dulzura de los vinos alemanes debido a la adición de azúcar durante la fermentación, nada de cual es cierto debido a la extrema rigurosidad de la ley de vinos alemana que ha sido capaz de controlar y vigilar la producción vinícola en todo momento.

### El nacimiento del nuevo vino alemán
En los 70 y 80 se fue mejorando la producción y pronto empezó lo que algunos enólogos definieron como el "boom del Riesling" o el "el milagro del vino alemán", debido a la preocupación de algunos cosecheros y productores más en la calidad de la producción que en el volumen, este trabajo poco a poco fue cosechando buenos resultados en los vinos blancos y en los tintos. Este efecto hizo que ya desde el año 1962 los propios alemanes hayan duplicado el consumo de su vino, aumentando la proyección internacional, por ejemplo en Estados Unidos se rinde culto al Riesling.
Los vinos blancos de los 90 en Alemania no procedían de barrica, pero poco a poco la fuerte demanda ha hecho que cada vez más vinicultores estén dedicados a la producción de este tipo de vino.

## Regiones Vinícolas

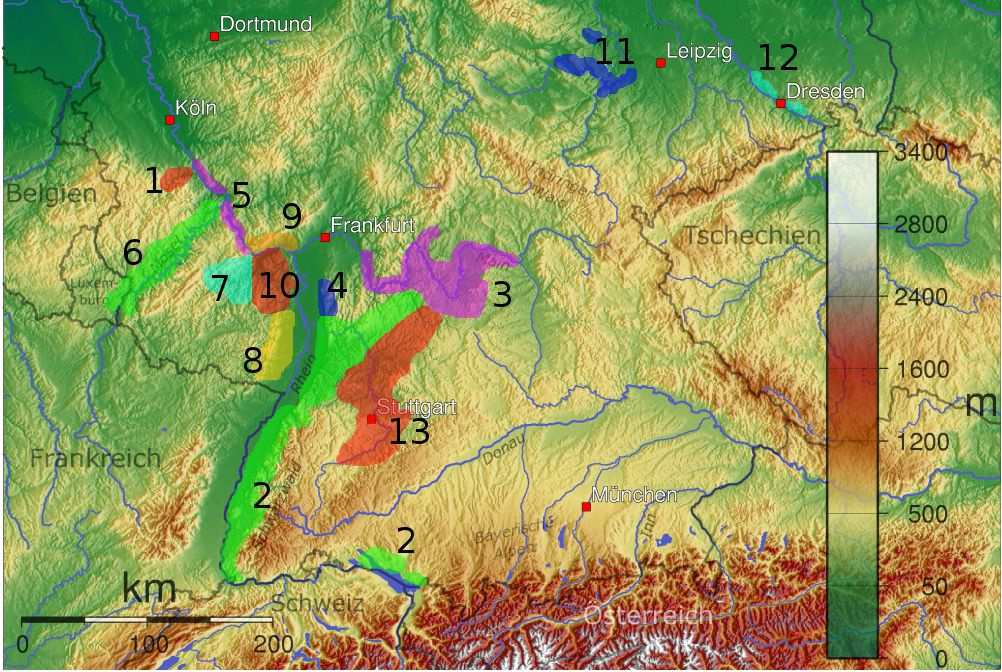
Regiones de producción vinícola en Alemania.

### Regiones de Producción de Vinos de Calidad (Qualitätswein)
Lo que se denomina como Qualitätswein (vino de calidad) por las leyes alemanas para la producción vinícola se produce en trece regiones, este tipo de vino supone 90% de la producción de Alemania:
1. Ahr.
2. Baden.
3. Franconia
4. Hessische Bergstraße
5. Mittelrhein
6. Mosel-Saar-Ruwer
7. Nahe
8. Palatinado
9. Rheingau
10. Rheinhessen
11. Saale-Unstrut
12. Sajonia
13. Württemberg

La superficie de cultivo de vinos de este tipo (Qualitätswein) en el año 2004 es de cerca de 102.240 Ha.s.

### Regiones de Producción de Vinos de Mesa
Regiones vitivinícolas para la elaboración del vino de mesa (Tafelwein):
1. Albrechtsburg
2. Bayern (Zona del Danubio, Lindau y Main)
3. Neckar
4. Oberrhein (Zona de Burgengau y Römertor)
5. Rhein-Mosel (Zona Mosel y Rhein)
6. Comarca del Stargarder

## Tipos de Vinos
Existe una Clasificación de los vinos alemanes, que todo entendido debe saber ya que la ley alemana obliga a clasificar el tipo de vino en las etiquetas de las botellas, dichas categorías:
- Deutscher Tafelwein (Denominación en alemán para los vinos de mesa)
- Deutscher Landwein (Vino de la tierra, mínimo de alhohol 9-10% (dependiendo de la región de donde provenga)
- Qualitätswein bestimmter Anbaugebiete (QbA)
- Qualitätswein mit Prädikat (QmP) Los vinos bajo esta denominación tienen la calidad superior, dentro de esta categóría puede encontrarse diferentes Prädikat en función del azúcar del mosto, en orden creciente son:
  - Kabinett
  - Spätlese
  - Auslese
  - Beerenauslese
  - Trockenbeerenauslese
  - Eiswein (Vino de hielo)

## Variedades de Uva Características

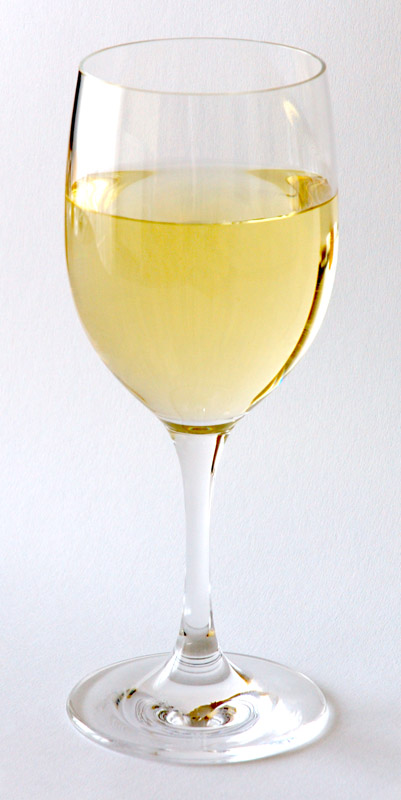
Vino Blanco (Weißwein).

Vino Tinto (Rotwein).

En total existen cerca de 140 variedades de uva que se pueden clasificar en 40 de ellas para uva de ciongo
vino tinto y 100 para las variedades de vino blanco. En Alemania el 20,2 % de la superficie de cultivo es de la variedad Riesling, seguido por la uva Müller-Thurgau con el 14,7 %. En tercer y cuarto puesto se encuentran las uvas tintas Blauer Spätburgunder con el 11,1 % y el Dornfelder con el 8 %. El Silvaner, el Blauer Portugieser, el Kerner, Grauer Burgunder y Weißer Burgunder.

### Uvas Blancas
La lista puede distinguirse por importancia, pero también la región vitivinícola, la lista contiene las uvas más conocidas y posiblemente no esté completa.
- Uva Riesling (Klingelberger)
- Uva Müller-Thurgau
- Uva Silvaner
- Uva Kerner
- Bacchus
- Uva Scheurebe
- Uva Gewürztraminer
- Grauer Burgunder o Ruländer (Uva Pinot Gris)
- Weisser Burgunder (Uva Pinot Blanc)

### Uvas Tintas
- Blauer Spätburgunder y Frühburgunder (Uva Pinot Noir)
- Uva Blauer Portugieser
- Uva Dornfelder
- Uva Blauer Trollinger
- Schwarzriesling (Uva Pinot Meunier)
- Uva Lemberger
- Uva Regent

## Vinos alemanes en la Literatura
Desde la lucha de los borrachos en una taberna de Leipzig que describe Goethe en su Fausto, hasta la descripción que hace Hermann Hesse en el "Lobo Estepario". Los vinos alemanes se mencionan mucho en la literatura de este país. También es tenido como vino de gran valor y renombre en El Mercader de Venecia, de William Shakespeare.